# Batej Munkač
Batej Munkač (hebrejsky:'בתי מונקאץ nebo בתי מונקאטש, doslova Mukačevské domy) je městská čtvrť v centrální části Jeruzaléma v Izraeli.

## Geografie
Je součástí širšího zastavěného distriktu zvaného Lev ha-ir (Střed města), který zaujímá centrální oblast Západního Jeruzaléma a v jeho rámci tvoří společně s dalšími ultraortodoxními bytovými komplexy v blízkém okolí soubor sedmi takových malých čtvrtí nazývaných v jidiš der Steterlach. Zároveň stojí nedaleko čtvrti Nachla'ot, která je sama složena s mnoha menších bytových souborů. Leží nedaleko od ulice Rechov Tavor a Rechov Becalel v nadmořské výšce okolo 800 metrů, cca 1,5 kilometru západně od Starého Města. Populace čtvrti je židovská.

## Dějiny
Čtvrť má podobu nevelkého komplexu domů. Vznikla v roce 1928 okolo ješivy zbudované zde pro ultraortodoxní Židy chasidského směru původem z Mukačeva. Sestává z domů pro 30 rodin. I v současnosti zůstává složení obyvatelstva zachováno.
Sedm ultraortodoxních bytových komplexů, jejichž součástí je i tento, vznikalo od konce 19. století (prvním byl Kneset Jisra'el Alef v roce 1893) z iniciativy rabína Šmu'ela Salanta a jeho tajemníka, rabína Naftali Cvi Poruše. Původně se uvažovalo o jejich zbudování poblíž hrobky Šim'on ha-Cadik, ale nakonec byly zakoupeny pozemky poblíž čtvrtí Mazkeret Moše a Ohel Moše. Batej Munkač vznikla jako poslední z těchto čtvrtí a její výstavbu inicioval rabín z Mukačeva Chajim Elazar Spira, který vyzval své stoupence, ať zakoupí potřebné pozemky v Jeruzalému. Šlo o součást širšího trendu Útěk z hradeb, kdy židovská populace opouštěla přelidněné Staré Město.